# Jharkhand Mukti Morcha
Jharkhand Mukti Morcha (JMM, Hindi झारखंड मुक्ति मोर्चा, „Befreiungsfront von Jharkhand“) ist eine Regionalpartei im Bundesstaat Jharkhand in Indien.

## Parteigeschichte
Die Partei entstand im Kontext der regionalistischen Bewegungen im Gebiet des heutigen indischen Bundesstaates Jharkhand. Seit langem gab es in Jharkhand ein regionales Sonderbewusstsein. Die britischen Kolonialherren stießen hier auf einen lang anhaltenden Widerstand der lokalen Bevölkerung. Ein letzter größerer Aufstand ereignete sich in den Jahren vor 1900, als sich Angehörige des Munda-Stammes, geführt von Birsa Munda, gegen die britische Herrschaft erhoben. Nach der Unabhängigkeit Indiens im Jahr 1947 wurde Jharkhand verwaltungsmäßig ein Teil des Bundesstaates Bihar. Dagegen regte sich jedoch lokaler Widerstand und die Forderung nach einem eigenen Bundesstaat Jharkhand wurde laut. Die Jharkhand Party versuchte dieses Ziel auf gesetzmäßigem, d. h. parlamentarischem Weg durchzusetzen.
Nach der für sie ungünstig verlaufenden gesamtindischen Parlamentswahl 1967 zerfiel sie jedoch aufgrund innerparteilicher Differenzen in viele verschiedene, politisch weitgehend einflusslose Splittergruppen. Eine davon war die von Shibu Soren geführte Bihar Progressive Hul Jharkhand Party. Am 19. November 1972 (dem 97. Geburtstag von Birsa Munda) formte Shibu Soren daraus eine neue Partei, die Jharkhand Mukti Morcha (JMM). Soren verstand es, Anhänger unter verschiedenen Kasten sowie unter der Industriearbeiterschaft in Jharkhand zu gewinnen und zusammen mit anderen politischen Mitstreitern die Zersplitterung der Pro-Jharkhand-Bewegung zu kanalisieren. Letztlich hatte die Bewegung für die Schaffung eines eigenen Bundesstaats Jharkhand Erfolg und er wurde zum 15. November 2000 der 28. Bundesstaat Indiens.
Bei den Regionalwahlen in Jharkhand 2005 gewann die JMM 17 der 81 Wahlkreise und wurde damit zweitstärkste Partei. Parteivorsitzender ist bis heute Shibu Soren. Im Vorfeld der gesamtindischen Wahl 2014 erlangte die JMM unrühmliche Bekanntheit, als bekannt wurde, dass gegen beide der insgesamt zwei JMM-Abgeordneten in der Lok Sabha Strafverfahren anhängig sind. Beide (darunter auch der Parteivorsitzende Shibu Soren) werden unter anderem des Mordes bzw. Mordversuches beschuldigt.
Zwischen 2004 und 2014 war JMM Mitgliedspartei in dem von der Kongresspartei geführten Parteienbündnis United Progressive Alliance (UPA). Im Oktober 2014 verließ JMM dieses Bündnis, da keine Einigung über Wahlkreisabsprachen in Jharkhand erzielt werden konnte.
Bei der gesamtindischen Parlamentswahl 2014 gewann JMM 2 der 14 Wahlkreise von Jharkhand.